# Swing Baby
Swing Baby è un singolo del cantautore sudcoreano Park Jin-young, noto anche come J.Y. Park, pubblicato il 7 giugno 2001 come parte del suo sesto album in studio, Game.

## Descrizione
Il brano fonde elementi di swing e k-pop, evidenziando la versatilità musicale di J.Y. Park. La traccia si distingue per il suo ritmo energico e l'uso di strumenti tipici dello swing, come fiati e pianoforte, combinati con arrangiamenti moderni.

## Video musicale
Il video musicale di Swing Baby presenta coreografie dinamiche e un'ambientazione retrò che richiama l'era dello swing. J.Y. Park, noto per le sue abilità di ballerino, esegue movimenti sincronizzati con un gruppo di ballerini, enfatizzando l'energia e il fascino del brano.

## Esecuzioni dal vivo
Una delle esibizioni più note di Swing Baby è avvenuta durante il programma musicale sudcoreano Music Plus il 30 giugno 2001. In questa performance, J.Y. Park ha mostrato le sue capacità vocali e di danza, ricevendo apprezzamenti per la sua presenza scenica.